# Roccabernarda
Roccabernarda község (comune) Calabria régiójában, Crotone megyében.

## Fekvése
A megye központi részén fekszik, a Tacina folyó völgyében. Határai: Caccuri, Cotronei, Cutro, Mesoraca, Petilia Policastro, San Mauro Marchesato és Santa Severina.

## Története
A települést valószínűleg a 12. században alapították. Eredetileg Rocca di Tacinának hívták, majd felvette állítólagos alapítójának, Kopasz Károly utódjának, Bernardo del Carpiónak a nevét. A 19. századig Crotonéhoz tartozott, majd a feudalizmus felszámolásával a Nápolyi Királyságban rövid ideig Policastro része lett, majd önállóvá vált. 

## Népessége
A népesség számának alakulása:

## Főbb látnivalói
- Santa Maria Assunta-templom